# Mercedes Milá
Mercedes Milá (Esplugues de Llobregat, 5 aprile 1951) è una giornalista spagnola, nota per la conduzione televisiva di quindici edizioni del Gran Hermano, la versione spagnola del reality Grande Fratello, su Telecinco.

## Biografia
Mercedes Milá è nata a Esplugues de Llobregat il 4 aprile 1951, figlia di José Luis Milá Sagnier, conte di Montseny, e Mercedes Mencos, e primogenita di sei fratelli e sorelle (tra cui il giornalista Lorenzo Milá).  Ha studiato Filosofia, ma l'ha abbandonata per dedicarsi allo studio del giornalismo e arti a Barcellona, dove ha conseguito una laurea.

## Carriera
Ha lavorato per la prima volta come giornalista in El Correo de Andalucía , a Siviglia .  Poco dopo iniziò a lavorare nelle redazioni dell'emittente pubblica spagnola Televisione spagnola . È entrata a far parte della divisione sportiva, dove è rimasta tra il 1974 e il 1978, quando è stata selezionata per co-condurre, insieme a Isabel Tenaille, il talk show Dos por Dos ("Due per due"). Dopo che lo spettacolo è stato cancellato, Milá è tornata alla radio dove ha lavorato con Iñaki Gabilondo a Cadena SER.
Il ritorno in TV di Milá è arrivato nel 1982 con il programma Buenas Noches ("Buonanotte"), che è diventato uno dei successi della stagione ed è durato fino al 1984. Il suo stile personale e la sua franchezza con i suoi ospiti l'hanno aiutata a trasformarsi in una delle donne della TV spagnola più popolari degli anni '80. Dopo un breve periodo con l'emittente televisiva catalana TV3 dove conduce Dilluns, dilluns, e poi di nuovo in TVE nel 1990 dove conduce El martes che viene, è passata alla nuova rete televisiva privata Antena 3 all'inizio degli anni novanta dove condusse Sciabola Queremos (che tornerà dieci anni dopo con lo spin-off  Queremos sciabola più).
Nel 2000 ha riscontrato un rinnovato successo, con il passaggio su Telecinco, come conduttrice del reality spagnolo Gran Hermano, dove ottenne enormi ascolti: Milá ha condotto quindici edizioni del reality (tutte tranne la stagione 3 nel 2002 che è stata condotta da Pepe Navarro). Nel 2012 ha pubblicato un libro tratto dal blog che scrive su Telecinco intitolato Lo que me sale del bolo
Nel 2016 ha condotto un programma televisivo, su Be Mad, chiamato Convénzeme, con Z de Zweig che motiva le persone a leggere.  A febbraio 2019 ha condotto il programma TV Scott y Mila su Movistar+.

## Programmi televisivi
- Polideportivo(Televisione spagnola, 1974-1978)
- Dos por Dos (Televisione spagnola, 1978)
- Buenas Noches (Televisione spagnola, 1982)
- Dilluns, dilluns (TV3, 1988)
- El martes che viene (Televisione spagnola, 1990)
- Sciabola queremos (Antena 3, 1992-1993)
- Gran Hermano (Telecinco, 2000-2015)
- Queremos sciabola più (Antena 3, 2002)
- Convènzeme (Be Mad, 2016)
- Scott y Mila (Movistar+, 2019-2021)

## Libri
- Cosa esce dalla mia ciotola . Edizioni Spagna. Barcellona. 2013.  ISBN 9788467024241.

## Guinness World Records
Mercedes Milá è stata insignita del Guinness World Records per essere la conduttrice che ha indossato i costumi più regionali su un televisore, con un totale di 19 costumi, ognuno rappresentante delle province spagnole, che sono stati portati durante i gala del Grande Fratello 10 (2008-2009); Inoltre, il premio Guinness è stato assegnato al programma del Grande Fratello Spagna, per essere il Grande Fratello che ha mandato in onda il maggior numero di stagioni, con un totale di 18 edizioni normali (anonime), 7 edizioni VIP e 2 speciali: El reencuentro e La Re-Vuelta.

## Premi e riconoscimenti
- Vincitrice del TP de Oro (1983), (1986), (1992), come miglior presentatore .
- Vincitore degli Ondas Awards 2005 nella categoria "Most Outstanding Professional Career or Work".
- Riconoscimento speciale nel 2008 dall'Associazione spagnola contro il cancro per il suo speciale coinvolgimento e dedizione contro il consumo di tabacco.
- Vincitore degli Shangay Awards 2009 nella categoria "Miglior comunicatore".
- Premio Zoom 2018, nella categoria Onore alla carriera, allo Zoom Festival di Igualada.